# Eremophila hughesii
Eremophila hughesii är en flenörtsväxtart som beskrevs av Ferdinand von Mueller. Eremophila hughesii ingår i släktet Eremophila och familjen flenörtsväxter. Inga underarter finns listade i Catalogue of Life.